# Nachmittag

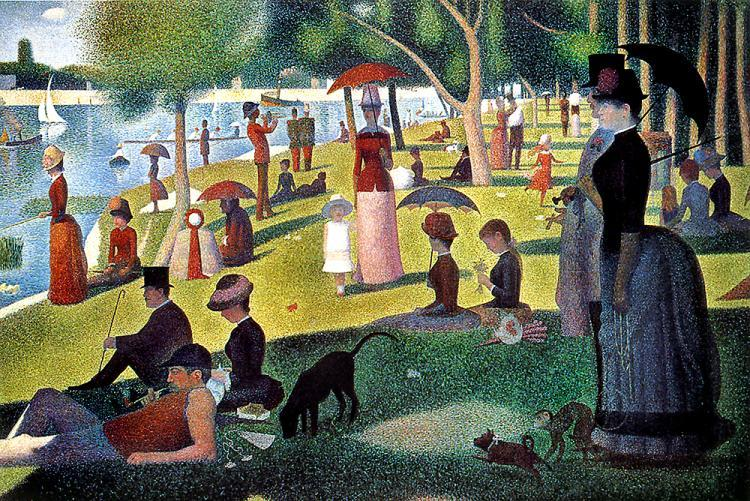
Ein Sonntagnachmittag auf der Insel La Grande Jatte von Georges Seurat. 1884/86

Der Nachmittag ist die Tageszeit zwischen Mittag und Abend. Die Dauer des Nachmittags wird gegenwärtig auch durch einen intuitiven Zeitintervall definiert, zum Beispiel der Zeitraum zwischen 14 Uhr und 18 Uhr.
In der Antike bezeichnete der Nachmittag das dritte Viertel eines Lichttages; bei der Einteilung des Tages in zwölf Temporalstunden und vier Tagesabschnitte umfasste der Nachmittag den Zeitraum von der Mittagszeit bis zum Ende der neunten Tagesstunde. Das Mittelalter übernahm die antike Tageseinteilung in den christlichen Gebetszeiten: Das nachmittägliche Gebet war die Non. Die antike Tageseinteilung verlor ihre Bedeutung, nachdem sich im Spätmittelalter die unveränderlichen Stunden im Alltag durchgesetzt hatten.
Das heute übliche hochdeutsche Kompositum „Nachmittag“ war noch im 15. Jahrhundert selten; in den älteren Entwicklungsstadien der deutschen Sprache überwog die Auseinanderschreibung (z. B. „nach mittemtag“). Im Gegensatz zum Vormittag gibt es aber in den deutschen Mundarten eine ganze Reihe von weiteren Bezeichnungen für die Nachmittagszeit, die sich oft von der Zwischenmahlzeit ableiten: Vesper, Jause, Kaffee- oder Teezeit oder die Tiroler Marende sind Beispiele dafür. Es gibt auch Landstriche im deutschen Sprachraum, die den Nachmittag kaum kennen und stattdessen den Mittag bis in den Abend ausdehnen, oder die umgekehrt auf den Mittag gleich den Abend folgen lassen.
In den meisten europäischen Sprachen gibt es einen „Nachmittag“ in der gleichen etymologischen Bildung wie im Deutschen: engl. afternoon, frz. après-midi, obwohl nur wenige Sprachen als Gegenstück einen Vormittag haben. In einigen europäischen Sprachen folgt auf den Nachmittag direkt der Abend, während zum Beispiel im Japanischen noch eine eigene Tageszeit namens Yūgata (jap. 夕方) eingeschoben wird.
Im Englischen gibt es mit „Good afternoon!“ einen eigenen Gruß für den Nachmittag, während die neutrale Form „Good day!“ unüblich geworden ist. Der spanische Gruß „Buenas tardes“ wiederum kann wie das italienische „Buona sera(ta)“ ab dem späten Nachmittag bis in den Abend hinein gebraucht werden.
Der Nachmittag ist ein Motiv in Literatur, Kunst und Musik, vom L’Après-midi d’un faune („Der Nachmittag eines Fauns“) Mallarmés (vertont von Debussy, Ballett von Nijinsky) bis zum Tod am Nachmittag Hemingways. 1957 hieß Billy Wilders redensartlich gewordener Film Ariane – Liebe am Nachmittag.